# تشارلز إف. سكوت
تشارلز إف. سكوت (بالإنجليزية: Charles F. Scott)‏ هو مهندس وأستاذ جامعي ومخترع أمريكي، ولد في 19 سبتمبر 1864 في أثينس في الولايات المتحدة، وتوفي في 17 ديسمبر 1944.